# Adam Young
Adam Randall Young (Ottumwa, 5 luglio 1986) è un cantante e musicista statunitense, fondatore del progetto musicale synth pop Owl City.
Adam cominciò ad interessarsi di musica fin da piccolo. Prima di avviare il suo progetto più fortunato, Owl City, aveva già iniziato la sua carriera musicale usando lo pseudonimo di Sky Sailing, ma senza grande successo. Pubblicò il suo primo album sotto il nome di Owl City nel 2009 e singoli di successo come Fireflies, Alligator Sky, Deer in the Headlights, Good Time (feat. Carly Rae Jepsen). Oltre al progetto Owl City, Adam ne ha avviati molti altri con vari artisti. Fra i più importanti quello con il noto DJ e produttore tedesco, Paul van Dyk in Eternity, brano dell'album Evolution (2012) e con il DJ olandese Armin van Buuren in Youtopia dell'album Mirage (2010). Altre collaborazioni sono riportate nell'elenco sottostante.

## Carriera
| Nome del progetto      | Genere musicale              | Solista/In collaborazione          |
| ---------------------- | ---------------------------- | ---------------------------------- |
| Owl City               | Synth pop                    | Solista                            |
| Port Blue              | Ambient                      | Solista                            |
| Windsor Airlift        | Rock/Acustica/Ambient        | In collaborazione                  |
| Aquarium               | Ambient/Hip hop/Screamo      | Solista                            |
| Blue Dallas            | Metal/Screamo/Trance         | Solista                            |
| Dolphin Park           | Ambient                      | Solista                            |
| The Grizzly            | Rock Demenziale/Comedy       | Solista                            |
| Insect Airport         | Ambient/Trance               | Solista                            |
| Keehar                 | Rock                         | Solista                            |
| Novel                  | Elettronica                  | Solista                            |
| Seagull Orchestra      | Synthpop/Ambient             | Solista                            |
| Sky Sailing            | Acustica/Synthpop            | Solista                            |
| Swimming With Dolphins | Synthpop/Elettronica/Ambient | In collaborazione con Austin Tofte |